# 銅卡
銅卡（英語：Copper Card），是美國亞利桑那州鳳凰城的非接觸式智能卡收費系統，並將用於鳳凰城輕軌、鳳凰城巴士及坦佩有軌電車。

## 計劃
2021年，鳳凰城交通局宣佈其計劃減少浪費並更新收費系統，同時推出新的應用程式。2022年，鳳凰城交通局更換了新的讀卡機。2023年，鳳凰城交通局推出流動支付應用程式。2024年8月19日起銅卡正式開售 。

## 營運
銅卡將在服務中心以4美元出售，亦可在網上和in-person提供。銅卡全票乘客每日將支付不多於4美元、每週不多於20美元及每月不多於64美元車費。銅卡優惠乘客則為每日支付不多於2美元、每週支付不多於10美元、每月支付不多於32美元。而快速和RAPID則每日不支付多於6.5美元，每月支付不多於104美元
銅卡的營運者將會是Vix科技。

## 外部連結
Template:鳳凰城交通局